# Distrito de Marca
El distrito de Marca es uno de los once que conforman la provincia de Recuay, ubicada en el Departamento de Ancash, en el Perú. 

## Historia
El distrito de Marca fue creado por Ley Transitoria de Municipalidades que fue promulgada el 2 de enero de 1857 por el presidente Ramón Castilla, dentro de la Provincia de Huaylas. 
El 19 de noviembre de 1900 el pueblo de Marca fue elevado a la categoría de Villa y por la Ley N.º 9422 del 13 de noviembre de 1941 ostenta la categoría de Ciudad dentro de la Provincia de Huaraz y sus anexos de Churap, Pákar, y Ichoca fueron cada uno ascendidos a la categoría de Pueblo. 
La ciudad de Marca se integró como uno de los distritos a la Provincia de Recuay con su creación política, según Decreto Ley N.º 11171 del 11 de octubre de 1949.
Entre los personajes y sucesos relevantes, se mencionan:
- Antonio Raymondi visitó Marca con fines de estudio e investigación, a partir de 7 de noviembre de 1867.
- El Reverendo Padre Soriano Infante recorrió el territorio de Marca en misión de estudios de arqueología y sociología.

## Geografía
A 5:30 horas de la ciudad de Lima, aproximadamente a 285 kilómetros de distancia. Está situado entre los grados 77°28’22” Longitud Este y 10°04’36” Latitud Sur, a 2.644 msnm. Tiene una extensión de 184.84 km² y cuenta con un centro poblado menor (Ichoca) y cinco anexos (Colina, Cuyhuán, Chúrap, Huancahuasi y Páckar).

## Accesos
A Marca se llega (desde Lima) siguiendo la Carretera Panamericana Norte y luego se toma el desvío por la autopista Pativilca-Conococha, hasta el kilómetro 72 (Chucchus). Finalmente se toma el desvío Chucchus-Marca, una carretera afirmada de doce kilómetros.

## Capital
El 19 de noviembre de 1900, durante el gobierno del Presidente Eduardo López de Romaña, Marca es elevada a la categoría de Villa, conforme a la Ley N° 745. Luego se le elevó a la categoría de Ciudad por Ley N° 9422 del 31 de octubre de 1941, durante el gobierno del Presidente Manuel Prado Ugarteche.

## Autoridades

### Municipales
- 2023 - 2026

- Alcalde: Jose Corpus Mendez

- 2019 - 2022

- Alcalde: Eneas Eurípides Soto Gamarra

- Regidores: Darwin Cubillas Garro, Amilcar Quispe Lázaro, Veneranda Cubillas , Robert Ccansaya
  - 2014[2]
    - Alcalde: Martha Genivera Ramos Tamara, del Movimiento Independiente Reconstruyamos Ancash (MIRA).
    - Regidores:  Leniyn Herbert Valenzuela Toledo (MIRA), Eloy Samuel Virhuez Gómez (MIRA), Iván Rober Gamarra Gamarra (MIRA), Jannet Mery Lázaro Castillo (MIRA), Efracio Ernán Lázaro Ferrer (Movimiento independiente regional Río Santa Caudaloso).

- 2007-2010
  - Alcalde: Zenon Dionicio Cubillas Zolano.

### Policiales
- Comisario: Mayor PNP Luis Cesquera Rojas.

## Festividades
La principal fiesta de Marca se celebra entre el 8 y el 13 de agosto de cada año, en honor al Patrón San Lorenzo de Marca. En esa fiesta, la más famosa y multitudinaria de Marca, destacan la Danza del Inca y las Pallas (acompañados del Rumiñahui y el Auquish), así como la participación del Capitán de la Fiesta, el Capitán de la Tarde y los Mayordomos. Destacan asimismo la Carrera de Cintas y la Corrida de Toros.
Otras celebraciones tradicionales de Marca son los Carnavales (en febrero), la Semana Santa (en abril), la fiesta del Corpus Christi (en junio, destacando la Danza de los Huancos), la fiesta de la Virgen del Carmen (en julio, destacando la Danza de los Negritos), la Carrera de Cintas y la Corrida de Toros (durante las fiestas de agosto), la fiesta de la Jaraqpuclla o de la Cosecha (en septiembre), la Fiesta de las Cruces, también en septiembre, y la Danza de las Marchanas (en diciembre, durante las fiestas navideñas).
- Los Huancos

Es un baile de la juventud masculina de Marca; quienes se disfrazan de mujeres con indumentarias apropiadas y de competencia, formando igual número de parejas y bailan en la Octava de Corpus Cristi. Esta danza se caracteriza por su significado "guerrero" y usan garrotes con su broquel para medir las fuerzas y hasta corre sangre. El baile se ejecuta con la interpretación de la caja y el pincullo (flauta); formando círculo hasta en hileras, con pasos condeciosos al mando del jefe llamado "Caporal".
- El Capitán de la fiesta

Que representa a Francisco Pizarro, el Capitán nombra sus vasallos que vienen a ser: Almagro y Luque; quienes se disfrazan generalmente con sombreros cargado de plumas, el Capitán lleva puesto un gorro llamado "Napoleón" y usa dos bandas bordadas con hilos plateados y dorados, y los vasallos solo llevan una sola banda, cada uno lleva su sable como símbolo de conquistadores (españoles). Para variar la danza, recorren las calles al compás del "huayno del capitán", que consiste en pasos condenciosos y con movimientos rítmicos de pies, cabeza y los brazos, la danza del capitán se baila del 8 al 12 de agosto en homenaje al milagroso imagen Patrón San Lorenzo" de Marca.
- Los negritos

Esta danza posiblemente se originó, cuando los indígenas en su afan de ridiculizar algunas costumbres introdujeron personificando a los españoles en su deseo de esclavizar a los negros. Por otra parte, se cree también que esta danza haya sido creada por los negros esclavos en sus momentos de esparcimiento, después de efectuar sus labores en los trapiches donde molían la caña de azúcar y se propagaron hasta la región andina, los Negritos de Marca bailan en homenaje la Virgen del Carmen en el mes de julio de cada año; la vestimenta de los Negritos de Marca es: un sombrero lleno de plumas a colores, una máscara (color negro), un cotón (saco) bordados con hilos plateados y dorados, y un pantalón negro o azul marino con una franja dorada.
- La Semana Santa

La celebración de la Semana Santa, tiene matices muy originales en el Distrito de Marca, la semana religiosa comienza con los resos y la proseción del Domingo de Ramos, esta imagen recorre las calles sobre un burro acompañado por dos Santos Varones, luego viene en Jueves Santo donde sale Cristo Crucificado adornado por abundantes flores sobre un arco ovalado, que es conducido por dos "Santos Varones" vestidos de túnica blanca; el Viernes Santo es la proseción del Santo Sepulcro, el anda es cargado por 12 apóstoles.
Además existen las fiestas tradicionales y costumbristas en los Centros Poblados y Anexos de Marca, como son: el 25 de julio en el Centro Poblado de Ichoca, en honor al Santo Patrón San Cristóbal de Ichoca; el 30 de agosto en PACAR, en honor a su patrona Santa Rosa de Pacar y el 14 de septiembre en Churap, en honor a Santa Cruz de Churap.